# YUBA liga 1992-1993
La YUBA liga 1992-1993 è stata la prima edizione del massimo campionato jugoslavo di pallacanestro maschile. La vittoria finale è stata ad appannaggio della Stella Rossa Belgrado.
Dopo la dissoluzione della Jugoslavia, e la nascita della Repubblica Federale di Jugoslavia, la YUBA liga mantenne inalterato il nome.

## Regular season

### Plava liga
|    | Squadra               | G  | V  | P  | PF    | PS    | Pt. | Qualificazione |
| -- | --------------------- | -- | -- | -- | ----- | ----- | --- | -------------- |
| 1. | Stella Rossa Belgrado | 34 | 28 | 6  | 3.265 | 2.916 | 62  | playoff        |
| 2. | Partizan Belgrado     | 34 | 26 | 8  | 2.997 | 2.476 | 60  | playoff        |
| 3. | Spartak Subotica      | 34 | 21 | 13 | 2.702 | 2.673 | 55  | playoff        |
| 4. | Iva Unikom Šabac      | 34 | 20 | 14 | 2.814 | 2.687 | 54  | playoff        |
| 5. | Profi Kolor Pančevo   | 34 | 20 | 14 | 2.783 | 2.724 | 54  |                |
| 6. | OKK Belgrado          | 34 | 16 | 18 | 3.076 | 3.027 | 50  |                |

### Bela liga
|     | Squadra                     | G  | V  | P  | PF    | PS    | Pt. | Qualificazione |
| --- | --------------------------- | -- | -- | -- | ----- | ----- | --- | -------------- |
| 7.  | Radnički Belgrado           | 36 | 21 | 15 | 3.100 | 3.085 | 57  |                |
| 8.  | Bobanik Kraljevo            | 36 | 18 | 18 | 2.986 | 2.966 | 54  |                |
| 9.  | Lovćen Cetinje              | 36 | 14 | 22 | 2.765 | 3.023 | 50  |                |
| 10. | Budućnost Podgorica         | 36 | 13 | 23 | 2.771 | 2.850 | 49  |                |
| 11. | Privredna banka Novi Sad    | 36 | 12 | 24 | 2.738 | 2.917 | 48  | retrocesse     |
| 12. | Borovocina Borac Banja Luka | 36 | 11 | 25 | 2.759 | 2.932 | 47  | retrocesse     |
| 13. | Užice                       | 36 | 8  | 28 | 2.795 | 3.275 | 44  | retrocesse     |

## Playoff
| YUBA liga 1992-1993    |
| ---------------------- |
| Stella Rossa 1º titolo |

## Formazione vincitrice
| N° | Naz.                  | Ruolo | Sportivo              |  | Alt. |  |
| -- | --------------------- | ----- | --------------------- |  | ---- |  |
| 4  | Jugoslavia (bandiera) | P     | Dragoljub Vidačić     |  | 189  |  |
| 5  | Jugoslavia (bandiera) | AP    | Nebojša Ilić          |  | 198  |  |
| 6  | Jugoslavia (bandiera) | P     | Saša Obradović        |  | 197  |  |
| 7  | Jugoslavia (bandiera) | AG    | Mileta Lisica         |  | 205  |  |
| 8  | Jugoslavia (bandiera) | AP    | Predrag Stojaković    |  | 208  |  |
| 9  | Jugoslavia (bandiera) | C     | Zoran Jovanović       |  | 210  |  |
| 10 | Jugoslavia (bandiera) | C     | Rastko Cvetković      |  | 216  |  |
| 11 | Jugoslavia (bandiera) |       | Slobodan Kaličanin    |  |      |  |
| 12 | Jugoslavia (bandiera) | A     | Aleksandar Trifunović |  |      |  |
| 13 | Jugoslavia (bandiera) |       | Mile Marinković       |  |      |  |
| 14 | Jugoslavia (bandiera) | C     | Dejan Tomašević       |  | 208  |  |
| 15 | Jugoslavia (bandiera) |       | Nikola Jovanović      |  |      |  |
|    | Jugoslavia (bandiera) | All.  | Vladislav Lučić       |  |      |  |